# غاسبار يفبفر
غاسبار يفبفر (بالفرنسية: Gaspar Lefebvre)‏ هو راهب فرنسي، ولد في 17 يونيو 1880 في ليل في فرنسا، وتوفي في 16 أبريل 1966 في بروج في بلجيكا.